# Гиралтовце
Гиралтовце (словац. Giraltovce, укр. Ґіральтівці, венг. Girált) — город в восточной Словакии. Население — около 4,2 тысяч человек.

## История
Гиралтовце впервые упоминаются в 1383 году.

## Население
| Год:                | 1994 | 2004    | 2014    | 2024    |
| ------------------- | ---- | ------- | ------- | ------- |
| Количество человек: | 4220 | 4186    | 4148    | 3958    |
| Разница:            |      | −0,80 % | −0,90 % | −4,58 % |

## Достопримечательности
- Костёл
- Греко-католическая церковь